# Basil Brooke, 1. Viscount Brookeborough

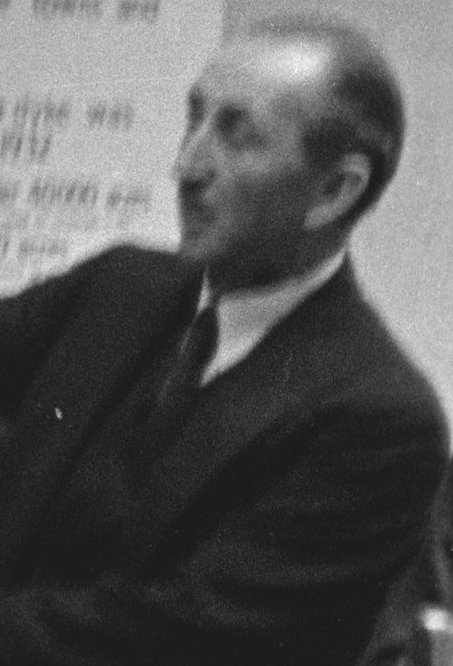
Sir Basil Brooke, 1943

Basil Stanlake Brooke, 1. Viscount Brookeborough KG, CBE, MC PC (NI) (* 9. Juni 1888 in Brookeborough, County Fermanagh, Nordirland; † 18. August 1973 ebenda) war ein britischer Politiker der Ulster Unionist Party und dritter Premierminister Nordirlands.

## Leben und Karriere
Brooke war der älteste Sohn des Sir Arthur Douglas Brooke, 4. Baronet (1865–1907), aus dessen Ehe mit Gertrude Isabella Batson († 1918). Beim Tod seines Vaters erbte er 1907 dessen Adelstitel als 5. Baronet, of Colebrooke in the County of Fermanagh. Er war ein Neffe des Feldmarschalls Viscount Alanbrooke, Chef des Imperialen Generalstabes während des Zweiten Weltkriegs.
Brooke wurde am Winchester College und der Royal Military Academy Sandhurst ausgebildet. Während des Ersten Weltkriegs wurde er 1916 mit dem Military Cross und 1918 mit dem französischen Croix de guerre mit bronzenem Palmzweig ausgezeichnet. 1920 verließ er im Rang eines Captain die Britische Armee, um sein Landgut Colebrooke bei Brookeborough im County Fermanagh zu bewirtschaften.
1921 wurde er als Commander des Order of the British Empire (CBE) ausgezeichnet. Im selben Jahr wurde er in den Senat des nordirischen Parlaments gewählt, verließ diesen jedoch schon ein Jahr später wieder, um Kommandant der Ulster Special Constabulary zu werden. Diese war neben der Royal Ulster Constabulary mit dem Kampf gegen die IRA betraut.
1929 zog er als Abgeordneter der Ulster Unionist Party für den Wahlkreis Lisnaskea im County Fermanagh in das Unterhaus des nordirischen Parlaments ein. Seine Ernennung zum Landwirtschaftsminister erfolgte 1933, sieben Jahre später wurde er Handelsminister. 1943 wurde er Nachfolger von John M. Andrews im Amt des Premierministers. Brooke verfolgte eine extrem unionistische Politik, er war Mitglied des Oranier-Ordens.
Von 1946 bis 1963 war Brooke außerdem Vorsitzender der Ulster Unionist Party. Aus gesundheitlichen Gründen trat er 1963 sowohl als Parteivorsitzender als auch als Premierminister zurück. Er wurde dann Lord Lieutenant des County Fermanagh. 1952 wurde er als Viscount Brookeborough, of Colebrooke in the County Fermanagh, zum erblichen Peer erhoben und wurde dadurch auch auf Lebenszeit Mitglied des Oberhauses des britischen Parlaments. 1965 wurde er auch als Knight Companion des Hosenbandordens (KG) ausgezeichnet. Bis zur Parlamentswahl 1969 blieb er Abgeordneter des nordirischen Unterhauses, dessen Father of the House er 1965 wurde. Während seiner letzten Jahre als Abgeordneter wandte er sich öffentlich gegen die liberale Politik seines Nachfolgers Terence O’Neill, der ein besseres Verhältnis zur Republik Irland anstrebte und versuchte, dem katholischen Bevölkerungsteil größere Bürgerrechte einzuräumen, wie es von diesen verlangt wurde.
Basil Stanlake Brooke war seit 1919 mit Cynthia Mary Sergison († 1970) verheiratet, der älteste und jüngste seiner drei Söhne fielen im Zweiten Weltkrieg. Nach dem Tod seiner ersten Frau heiratete er 1971 im Alter von 83 Jahren in zweiter Ehe die Witwe Sarah Eileen Bell Healey Calvert (geborene Healey, † 1989). Brooke starb am 18. August 1973 in seinem Anwesen Colebrooke. Sein mittlerer Sohn John beerbte ihn als 2. Viscount Brookeborough.